# Onyegai járás

Az Onyegai járás az Arhangelszki területen

Az Onyegai járás (oroszul Онежский муниципальный район) Oroszország egyik járása az Arhangelszki területen. Székhelye Onyega.

## Népesség
- 1989-ben 22 269 lakosa volt.
- 2002-ben 16 791 lakosa volt.
- 2010-ben 14 017 lakosa volt.